# یاقوت ۲۴۷۴
سیارک ۲۴۷۴ (به انگلیسی: 2474 Ruby، نامگذاری:1979PB) دو هزار و چهارصد و هفتاد و چهارمین سیارک کشف شده‌است که در ۱۴ اوت ۱۹۷۹ کشف شد.
قدر مطلق سیارک برابر ۱۱٫۸۰ است.